# Henri Massal
Henri Massal est un ancien coureur cycliste français, né le 1er mai 1921 à Montblanc et mort le 11 août 2009 à Boujan-sur-Libron.
Professionnel, mesurant 1,65 m, il remporte 5 victoires. Il est le premier vainqueur du Grand Prix du Midi libre en 1949. Il termina à la 11e place de cette épreuve en 1951 et clôtura sa carrière en 1952.

## Palmarès
- 1947
  - Circuit des six provinces :
    - Classement général
    - 2e et 3ea étapes

  - 12e étape du Tour de France
- 1949
  - Grand Prix du Midi libre

## Résultats sur le Tour de France
3 participations
- 1947 : 30e, vainqueur de la 12e étape
- 1948 : éliminé (3e étape)
- 1949 : abandon (17e étape)